# Venloop
Der Venloop ist eine mehrtägige Lauf- und Wanderveranstaltung, die jedes Jahr Ende März in der niederländischen Stadt Venlo stattfindet. Erstmals wurde diese Veranstaltung im Jahr 2006 ausgetragen. Im Jahr 2013 nahmen 20000 Menschen an dieser Veranstaltung teil.

## Organisation
Die Veranstaltung findet jedes Jahr Ende März in der niederländischen Stadt Venlo statt. Organisiert wird der Venloop seit 2006 von der Venloop Foundation.
Der Venloop ist bekannt für die vielen Partypunkte und Partymeilen an der Strecke. Die Straßen von den Partypunkten sind meist mit Girlanden und Luftballons geschmückt. An den Rändern sammeln sich Zuschauer und Einwohner an Pavillons, wo Musik gespielt wird. An manchen Stellen sind Lkw-Anhänger aufgestellt, die zu Bühnen umfunktioniert wurden. Auf diesen Lkw-Anhänger stehen größtenteils Ensembles, die die Menschen mit Musik unterhalten. Von den Ensembles wird vornehmlich Partyschlager gespielt, aber auch typisch niederländische Volksmusik und weitere Musikrichtungen sind dort vertreten. An anderen Partypunkten wird elektronische Musik wie Dance und insbesondere auch Techno gespielt.

## Strecke
Das Veranstaltungsgelände mit dem Start- und dem Zielbereich befindet sich im Julianpark in Venlo. Der Zieleinlauf befindet sich direkt neben dem Museum van Bommel van Dam, einem Kunstmuseum und Limburgs Museum, einem kulturhistorischen Museum. Die Läufer des 5-km-, des 10-km-Laufes und des Halbmarathons stellen sich entlang der Straße Deken van Oppensingel zum Start auf. Die Startlinie befindet sich direkt hinter dem Kreisverkehr.
Während die Strecke über die 5-km- und die 10-km-Distanz direkt durch die Innenstadt von Venlo führt, führt der Halbmarathon durch die Stadtteile Tegelen, Steyl, Hout-Blerick und Blerick.

### Halbmarathon
Nach dem Start führt die Strecke nach links über die Gasthuiskampstraat und anschließend wieder nach links auf den Straelseweg. Dort passieren die Läufer die Martinikerk, eine römisch-katholische Kirche und etwas später die Joriskirche, ein evangelischer Sakralbau. Nachdem die Läufer ein kurzes Stück über die Sint Jorisstraat gelaufen sind, erreichen sie den Markt, wo die Strecke am Rathaus Venlo vorbeiführt.

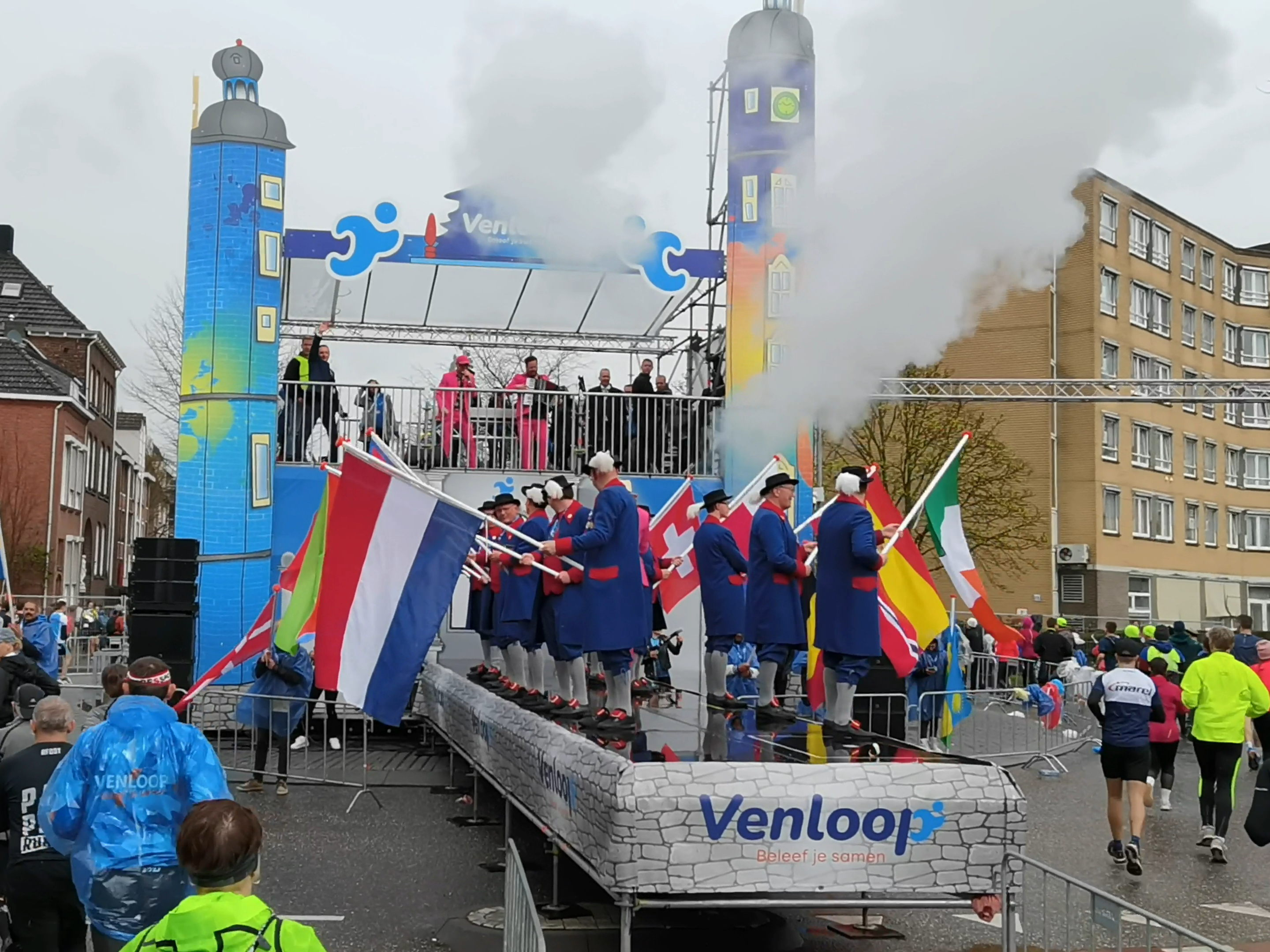
Bühne mit Band und Schauspielern im Startblock

Im weiteren Verlauf erreichen die Läufer den Stadtteil Tegelen, wo sie die Straße Roemondseweg erreichen. Diese führt in den Stadtteil Steyl, wo sie dann auf die Maastraat einbiegen. Auf der Maastraat befindet sich die erste große Partymeile des Laufes. Kurz nach der Maastraat passieren die Läufer das Missionsmuseum Steyl, sowie das Missionshaus St. Michael. Dies ist der südlichste Punkt der Strecke, von wo aus die Läufer wieder in Richtung Norden direkt an der Maas entlanglaufen.
Über die Zuiderbrug, einer 320 Meter langen Brücke, geht es dann in den Stadtteil Hout-Blerick und von dort aus weiter in den Stadtteil Blerick. Im weiteren Verlauf geht es für die Läufer ein zweites Mal über die Maas, wo sie wieder die Innenstadt erreichen. Hier sammeln sich die Zuschauer, um die Läufer auf den letzten Kilometern in Ziel zu sehen.

## Geschichte
Im Jahr 2003 trainierten 62 Läufer, auf der Initiative von Erik Schnock, einem der Vorstandsmitglieder des Venloop, für den New-York-City-Marathon 2004. Auf der Rückreise vom New-York-City-Marathon 2004 entstand die Idee eine Veranstaltung zu organisieren, wo die Stimmung im Vordergrund steht. Bald darauf wurde die Venloop Foundation gegründet, deren ursprüngliches Ziel es war, den Laufsport einem breiteren Publikum näherzubringen.
Bei seiner ersten Austragung im Jahr 2006 nahmen 2200 Läufer am Venloop teil. Bei der fünften Austragung im Jahr 2010 zählte die Veranstaltung schon 8500 Teilnehmer. Im Jahr 2013 nahmen 20000 Teilnehmer an der Veranstaltung teil.
In den Jahren 2012, 2013, 2018 und 2019 wurden im Rahmen des Venloop die niederländischen Meisterschaften im Halbmarathon ausgetragen.
In den Jahren 2020 und 2021 ist der Venloop, aufgrund der COVID-19-Pandemie ausgefallen. Mit dem Abklingen der Pandemie im Jahr 2022 wurde die Veranstaltung in dem Jahr in den Mai verlegt.

## Statistik

### Halbmarathon

#### Streckenrekorde
- Männer: 59:19 min, Hillary Kipchirchir Chepkwony (KEN), 2023
- Frauen: 1:07:49 h, Nancy Jepkosgei Kiprop (KEN), 2018

#### Siegerliste
Quellen: Website des Veranstalters,
| Datum                                                          | Männer                        | Zeit    | Frauen                   | Zeit    |
| -------------------------------------------------------------- | ----------------------------- | ------- | ------------------------ | ------- |
| 30. März 2025                                                  | Charles Mbatha Matata         | 1:00:35 | Esther Chemtai Kipkech   | 1:10:17 |
| 24. März 2024                                                  | Charles Mbatha Matata         | 1:00:39 | Veronica Loleo           | 1:07:37 |
| 26. März 2023                                                  | Hillary Kipchirchir Chepkwony | 0 59:19 | Betelihem Afenigus Yemer | 1:08:27 |
| 15. Mai 2022                                                   | Erick Kiplagat Sang           | 1:00:54 | Vivian Jepkemei Melly    | 1:09:25 |
| Veranstaltung fand aufgrund der COVID-19-Pandemie nicht statt. |                               |         |                          |         |
| 31. März 2019                                                  | Robert Kipchirchir Mwei       | 1:00:21 | Dorcas Jepchumba Kimeli  | 1:08:19 |
| 25. März 2018                                                  | Stephen Kiprop                | 0 59:44 | Nancy Jepkosgei Kiprop   | 1:07:49 |
| 26. März 2017                                                  | Meshack Koech                 | 1:00:19 | Naomi Jebet              | 1:10:03 |
| 20. März 2016                                                  | Geoffrey Yegon                | 0 59:44 | Perendis Lekapana        | 1:10:34 |
| 22. März 2015                                                  | Alfers Lagat                  | 1:00:33 | Jane Moraa -2-           | 1:10:41 |
| 30. März 2014                                                  | Nicholas Kipchirchir Togom    | 1:01:52 | Elizeba Cherono -2-      | 1:10:15 |
| 24. März 2013                                                  | Philemon Kipchumba Yator      | 1:01:53 | Jane Moraa               | 1:10:40 |
| 25. März 2012                                                  | Urige Buta                    | 1:02:35 | Sharon Tavengwa          | 1:11:25 |
| 27. März 2011                                                  | Stephen Chelimo -2-           | 1:02:26 | Elizeba Cherono          | 1:11:26 |
| 21. März 2010                                                  | Abraham Rotich                | 1:02:20 | Isabellah Andersson      | 1:10:02 |
| 22. März 2009                                                  | Stephen Chelimo               | 1:01:32 | Magdalene Munkuzi        | 1:10:34 |
| 30. März 2008                                                  | Boniface Biwott               | 1:02:02 | Flomena Chepchirchir     | 1:11:24 |
| 25. März 2007                                                  | Elias Kiptum Maindi           | 1:01:53 | Peninah Jerop Arusei     | 1:10:49 |
| 26. März 2006                                                  | Mark Tanui                    | 1:02:35 | Robe Guta                | 1:12:53 |

### 10 km

#### Streckenrekorde
- Männer: 29:41 min, Luuk Maas (NED), 15. Mai 2022
- Frauen: 33:29 min, Miranda Boonstra (NED), 25. März 2012

#### Siegerliste
| Datum                                                          | Männer                | Zeit  | Frauen              | Zeit  |
| -------------------------------------------------------------- | --------------------- | ----- | ------------------- | ----- |
| 30. März 2025                                                  | Milco Hahury          | 30:06 | Melanie de Munnik   | 35:55 |
| 24. März 2024                                                  | Guus Winkelmolen      | 31:35 | Eline de Jong       | 37:17 |
| 26. März 2023                                                  | Rick Paffen           | 31:05 | Jolien de Waard     | 35:18 |
| 15. Mai 2022                                                   | Luuk Maas             | 29:41 | Marcella Herzog     | 33:54 |
| Veranstaltung fand aufgrund der COVID-19-Pandemie nicht statt. |                       |       |                     |       |
| 31. März 2019                                                  | Mark van Kessel       | 32:02 | Jana Van Lent       | 36:58 |
| 25. März 2018                                                  | Tecle Mekonen         | 32:02 | An Lenders          | 37:37 |
| 26. März 2017                                                  | Tecle Mekonen         | 31:59 | Diana Golek         | 37:49 |
| 20. März 2016                                                  | Mark van Kessel       | 32:39 | Christine Venhuizen | 37:13 |
| 22. März 2015                                                  | Mark van Kessel       | 32:53 | Jolanda Verstraten  | 38:43 |
| 30. März 2014                                                  | Mark van Kessel       | 32:48 | Evelien Ruijters    | 37:21 |
| 24. März 2013                                                  | Ricardo Floris        | 32:22 | Christine Venhuizen | 37:19 |
| 25. März 2012                                                  | Ruud van den Oetelaar | 32:36 | Miranda Boonstra    | 33:29 |
| 27. März 2011                                                  | Anton Costeris        | 32:47 | Evelien Ruijters    | 37:15 |
| 21. März 2010                                                  | Joost van den Ende    | 33:06 | Neiske Becks        | 37:45 |
| 22. März 2009                                                  | Maurice Niessen       | 34:15 | Elles Beumers       | 43:24 |
| 30. März 2008                                                  | Said Haek             | 31:22 | Claudia Lokar       | 35:48 |
| 25. März 2007                                                  | Twan Lensen           | 33:46 | Richelle Vlenterie  | 40:58 |
| 26. März 2006                                                  | Ronny Weytjens        | 32:45 | Richelle Vlenterie  | 39:44 |

## Galerie

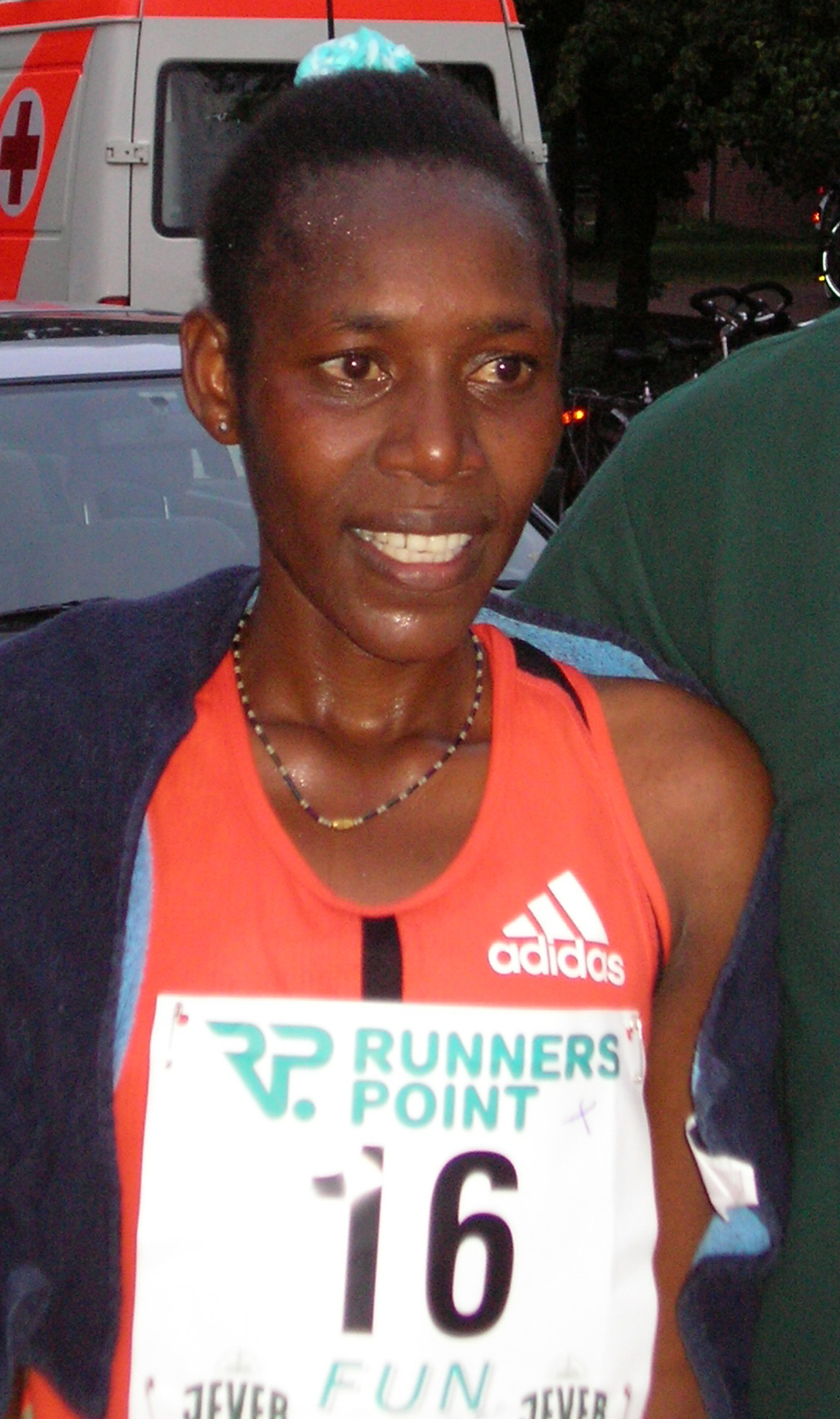
Peninah Jerop Arusei die Siegerin von 2007
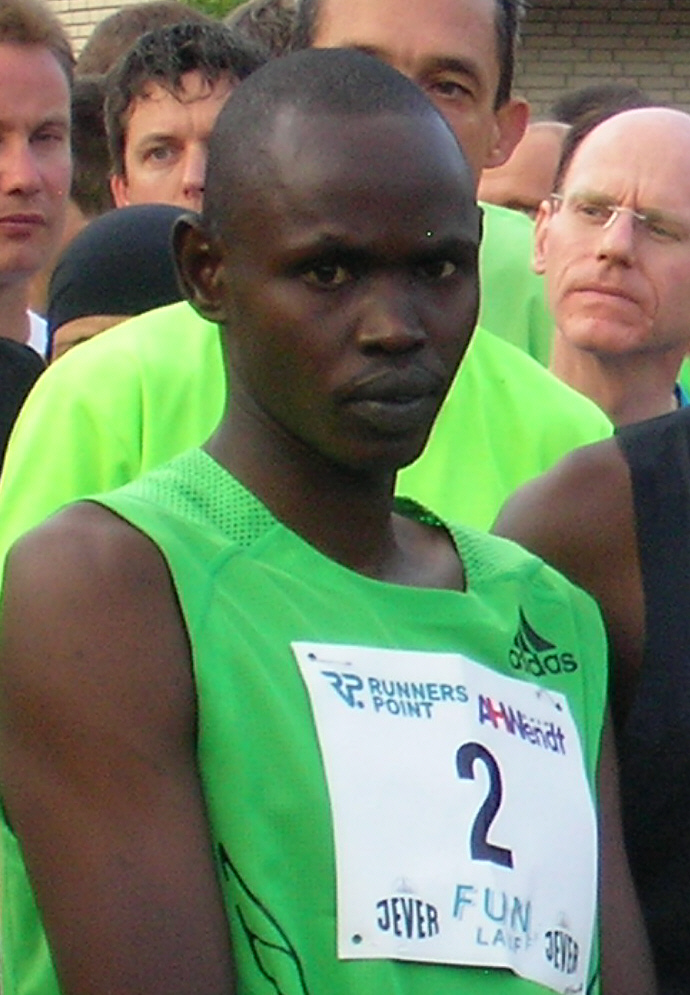
Stephen Chelimo gewann 2009 und 2011 den Venloop
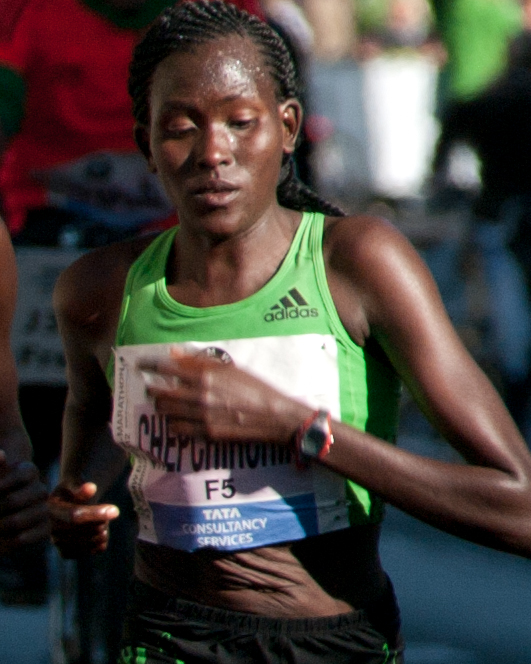
Flomena Chepchirchir die Siegerin von 2008
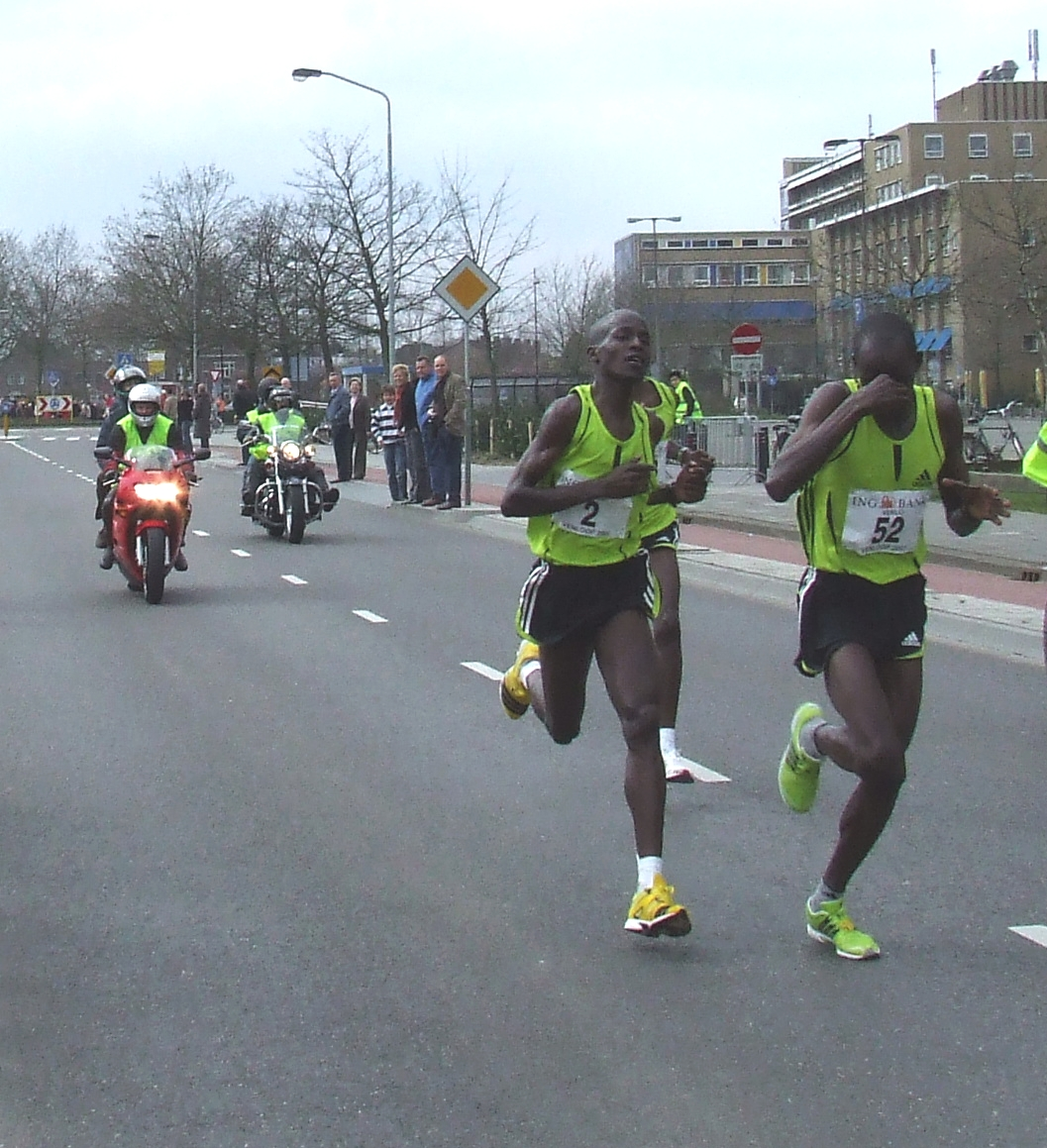
Elias Maindi (Startnummer 2) bei seinem Sieg 2007 in Venlo
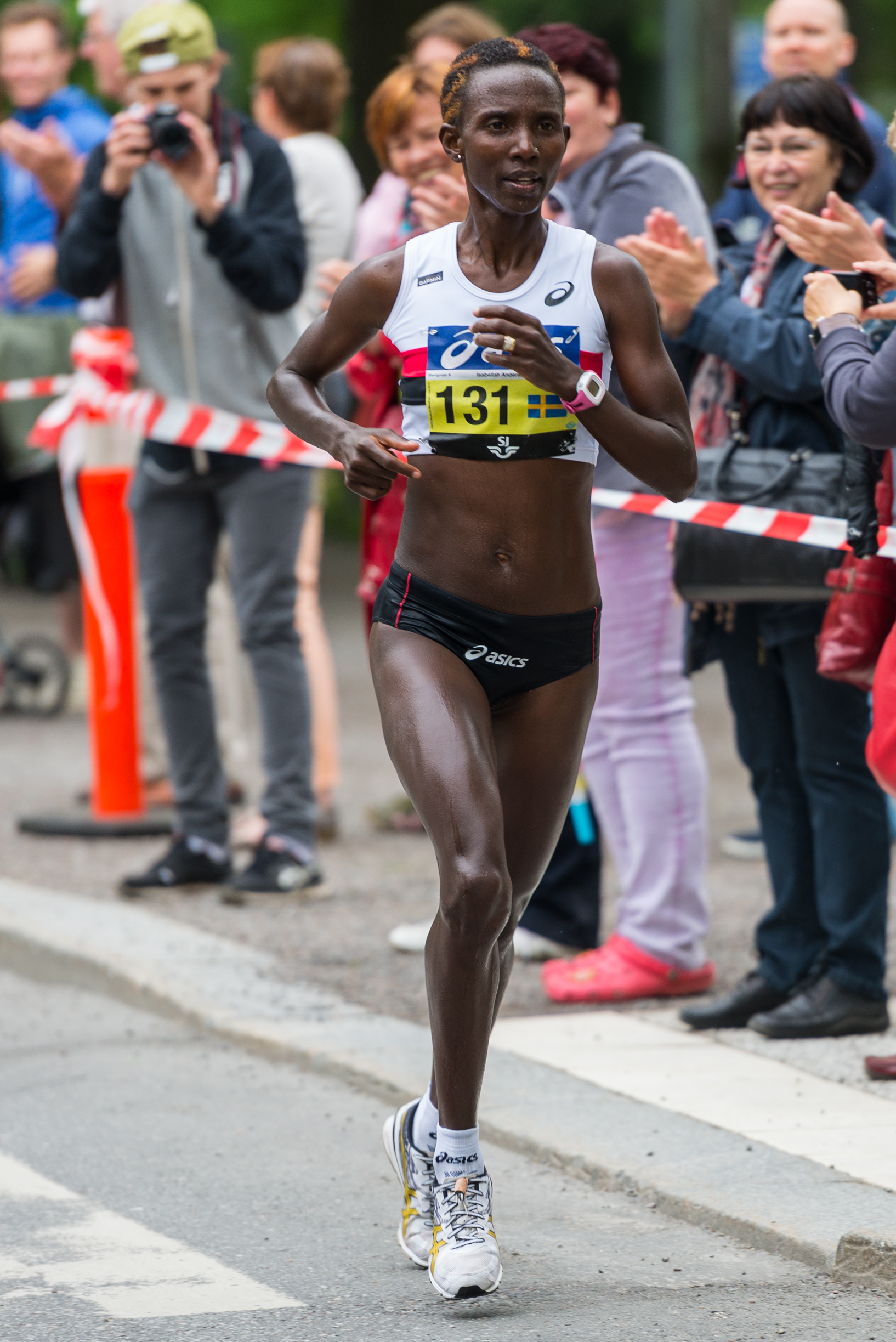
Isabellah Andersson die Siegerin von 2010

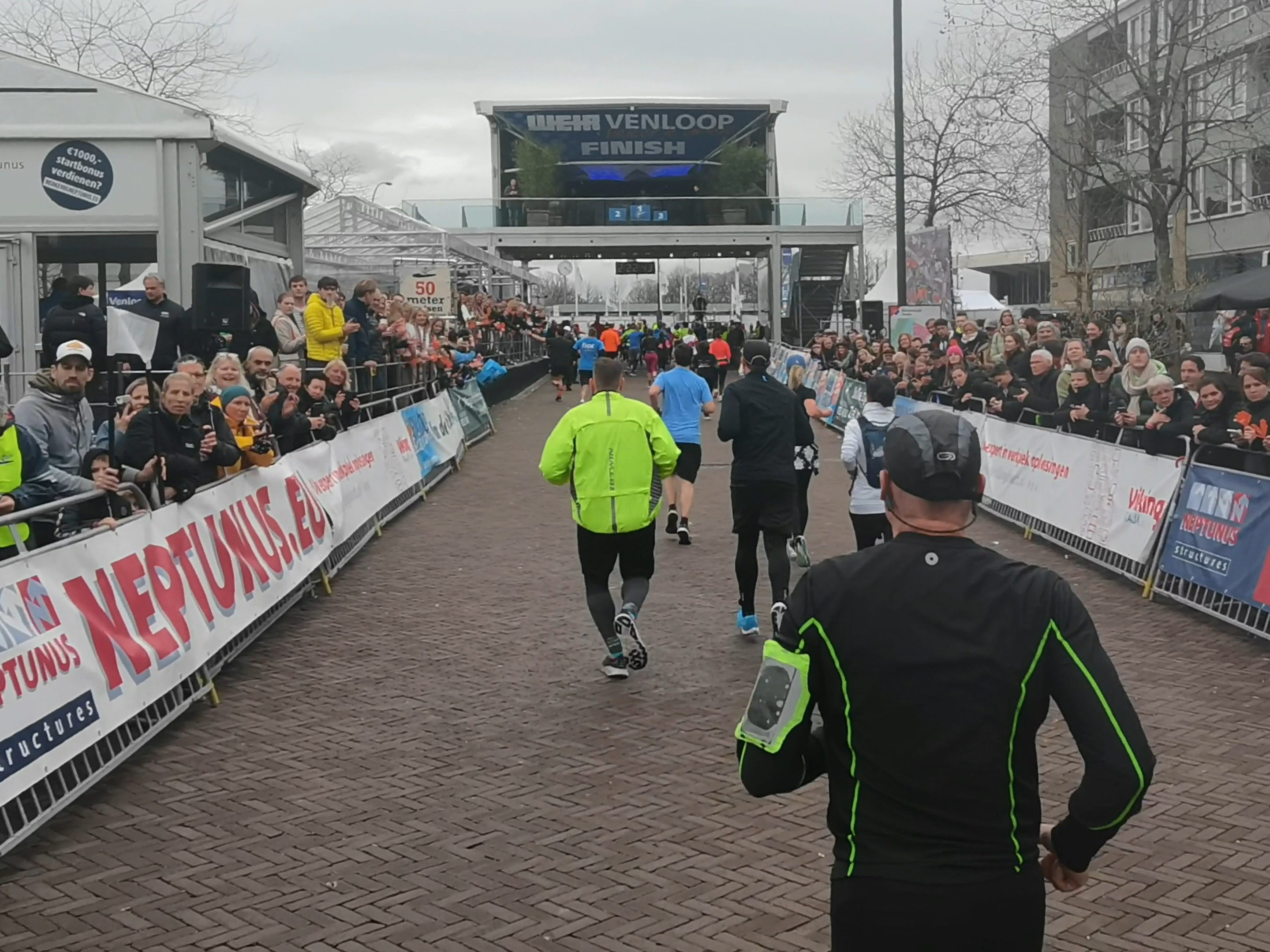
Der Zieleinlauf im März 2023
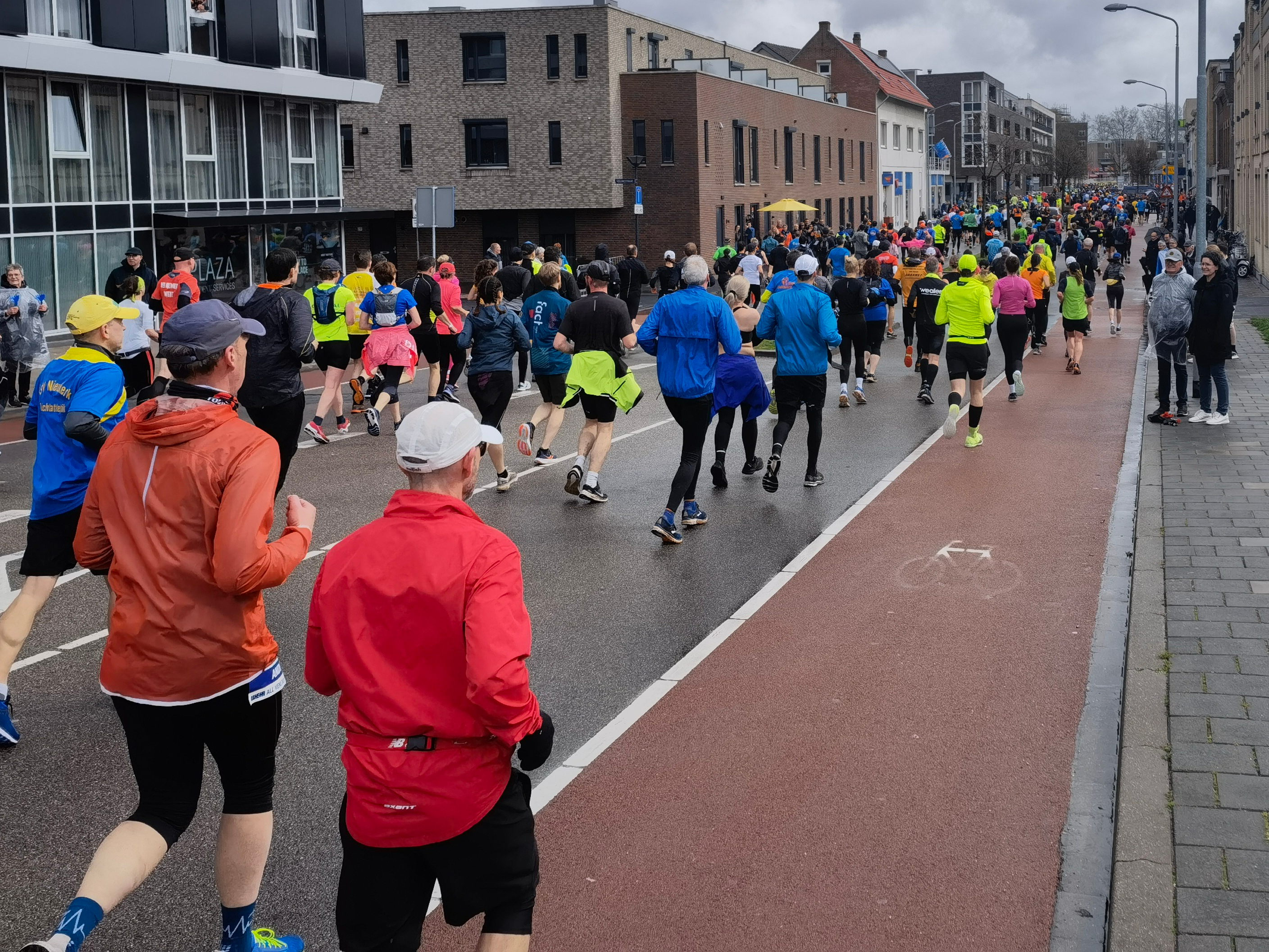
Läufer des Halbmarathons beim Venloop 2023
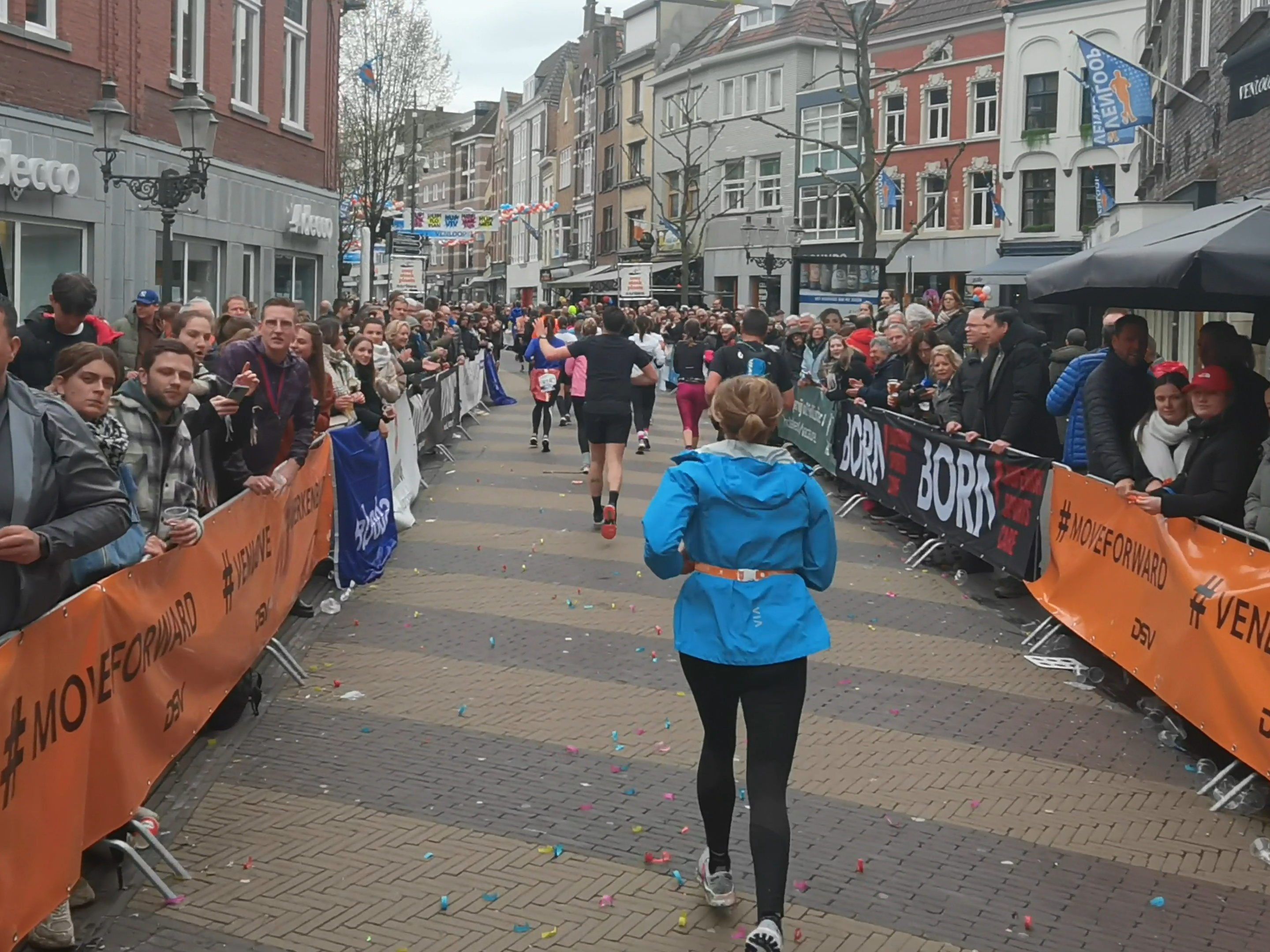
Etwa 300 Meter vor dem Ziel
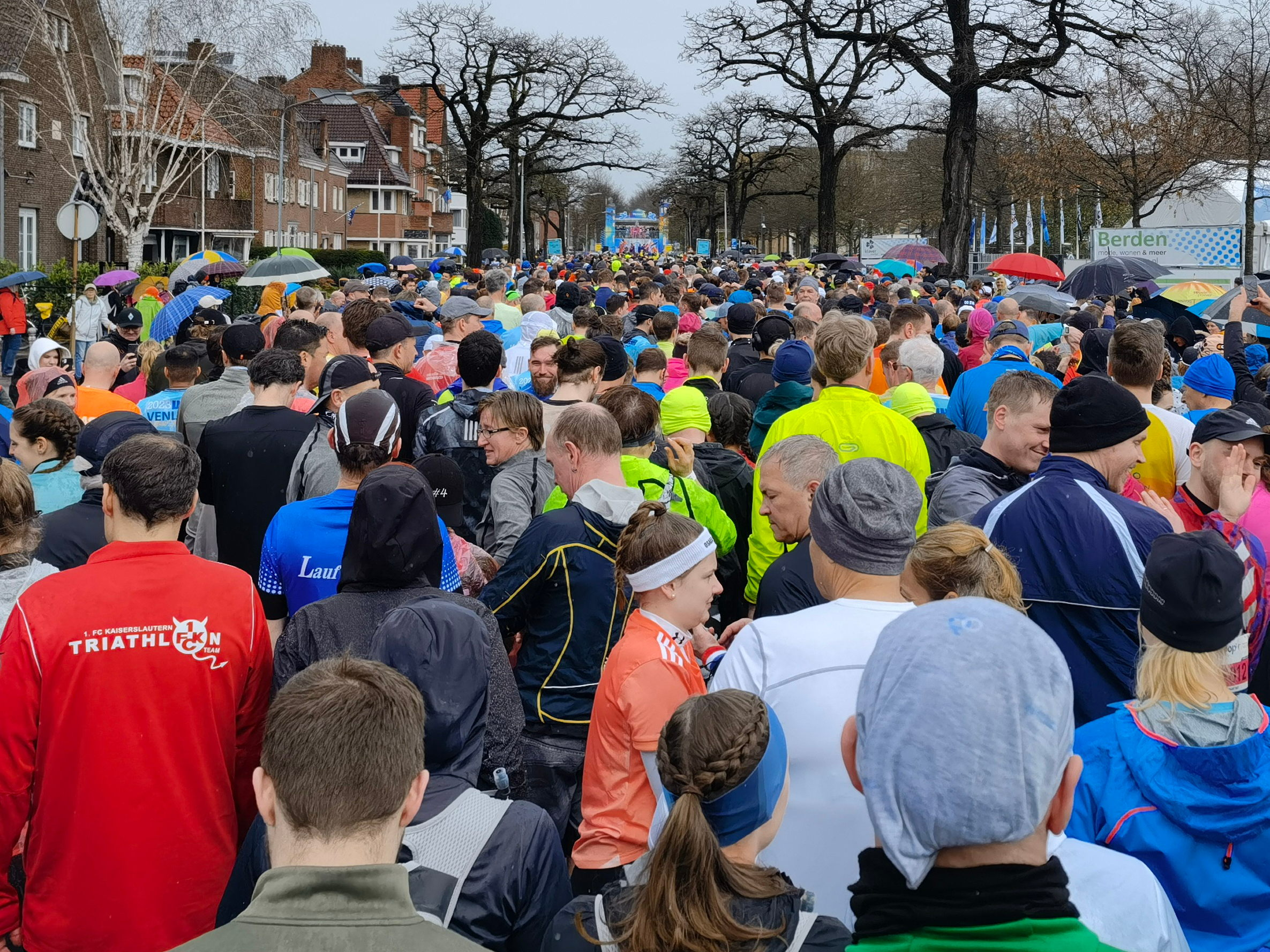
Im Startblock beim Halbmarathon beim Venloop 2023